# 工人革命党—革命左翼
工人革命党—革命左翼（西班牙語：Partido Revolucionario de los Trabajadores-Izquierda Revolucionaria，缩写为PRT-IR）是西班牙的一个已不存在的托洛茨基主义组织。该组织成立于2002年夏天，由工人革命党和革命左翼合并而成。2011年，该组织解散。该组织曾是国际工人联盟－第四国际的支部。